# 計数貨幣
計数貨幣（けいすうかへい）は、個数貨幣（こすうかへい）とも呼ばれ、一定の形状・品位・量目を持ち、表面にその価値を示す数字あるいは刻印が施され、それによって数字または刻印に示された貨幣価値を保証された貨幣のこと。
これを取引に用いる当事者の間では、その個数を数えること（複数の種類を有する場合にはそれぞれの種別ごとの価値の合算によってはじき出された価値）に従って無条件に授受される。

## 概要
金属を素材とする計数貨幣では、金、銀、銅などの金属の含有量について本位貨幣と名目貨幣に分かれる。
本位貨幣は含有量が定められており、量目を額面に比例させるため、計数貨幣でありながら秤量貨幣の発展形と考えることもできる。対して、名目貨幣は含有金属の価値が額面とは関係せず、法定貨幣として強制的に通用させる。
また、貝殻を素材とする貝貨も個数を数える計数貨幣であり、東ユーラシア、南ユーラシア、アフリカ、アメリカ、オセアニアで使われた。
古くより計数貨幣は存在したが、金属を素材とする計数貨幣は、贋金製造や表面の削り取りなどの不正行為によって、必ずしも保証された価値と実際の価値が合致しない場合もあり、実際の品位や量目に基づいた秤量貨幣が長く用いられてきた地域があった。
しかし、近代に入り、機械的な鋳造・印刷技術によって精巧な硬貨・紙幣が発行されることによって計数貨幣は一般的な貨幣の仕組みとなった。
江戸時代の日本では、明和年間以前は、秤量貨幣の豆板銀があったにせよ、計数貨幣で考えれば、一般に一分金より低額の貨幣は寛永通宝一文銭しかなく（例外は元禄二朱金）、公定レートで1000倍もの開きがあった。これに対し、明和年間以降は、寛永通宝真鍮四文銭、南鐐二朱銀、天保・万延二朱金、一朱銀、天保通宝などといった貨幣がいずれも計数貨幣として発行されたことにより、時代が下がるにつれて一分金（一分銀の発行以降は一分の額面の通貨は一分銀が中心となった）と寛永通宝一文銭の間が計数貨幣で埋まっていった。
計数貨幣（紙幣含む）の場合、切断・分割・破損等によって原型を損なったものは、基本的には直接的な市場での通用力を失い、銀行等に持ち込んで価値の判定及び交換をしてもらう必要があり、場合により全額として新品の貨幣に交換できる場合もあるが、中には半額等に減額ないし完全に失効となってしまう場合もある。ただし歴史的には半額ないし1/4の額面のために、貨幣を半分ないし1/4に切断して直接市場で使用された例などもあった（詳細は貨幣の切断を参照）。